# Saxon Winston Holt

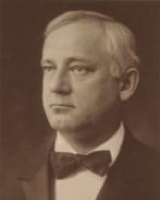
Saxon Winston Holt

Saxon Winston Holt (* 25. März 1871 im Surry County, Virginia; † 31. März 1940 in Virginia) war ein US-amerikanischer Politiker. Zwischen 1938 und 1940 war er Vizegouverneur des Bundesstaates Virginia.

## Werdegang
Über Saxon Holt gibt es so gut wie keine verwertbaren Quellen. Er lebte zumindest zeitweise in Newport News und war Mitglied der Demokratischen Partei. Zwischen 1904 und 1938 gehörte er dem Senat von Virginia an, dessen amtierender Präsident (President Pro Tempore) er zwischen 1920 und 1938 war.
1937 wurde Holt an der Seite von James H. Price zum Vizegouverneur von Virginia gewählt. Dieses Amt bekleidete er zwischen 1938 und seinem Tod am 31. März 1940. Dabei war er Stellvertreter des Gouverneurs und formaler Vorsitzender des Staatssenats.  Nach seinem Tod blieb das Amt des Vizegouverneurs bis zur nächsten regulären Wahl unbesetzt.